# Serra de Mogollón

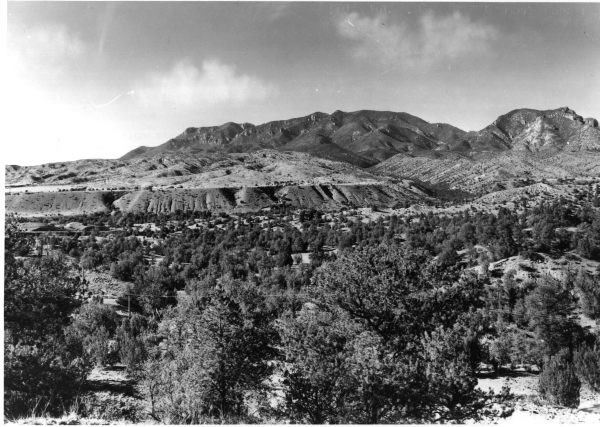
Vista de la serra de Mogollon des de la Ruta 180.

La serra de Mogollón és una serralada a l'est del riu San Francisco, al comtat de Grant County, al sud-oest de Nou Mèxic, Estats Units. Està situada entre les comunitats de Reserva i Silver City.
La serra s'estenen de nord a sud per uns 48 km i forma part de la divisió dels rius San Francisco i Gila. El cim de la serra es localitza a 24 km a l'est de la ruta 180 de Nou Mèxic, la qual la creua paral·lela a una secció del riu San Francisco. La menor elevació de la serra se situa en la serra Aguilada que limita a l'oest amb la ruta 180. La major part de la serra de Mogollón està en àrees protegides dins l'àrea de vida salvatge de Gila, que al seu torn forma part del Bosc nacional de Gila.
El punt més elevat de la serra és el Pelat d'aigües clares, el qual assoleix 3.321 metres i és, al seu torn, el punt més elevat del sud-oest de Nou Mèxic. La serra també posseeix un altre pics de més de 3.000 m, com el Pelat de Mogollón de 3.285 metres. La serra de Mogollón es va formar fa entre 40 a 25 milions d'anys com a part de l'àrea volcànica de Datil-Mogollón. Les aigües termals que hi ha a l'àrea són una evidència de l'activitat volcànica de la zona.
La serra de Mogollón deu el seu nom a Juan Ignacio Flores Mogollón, governador de Nuevo León des de 1712 a 1715.
Entre els antics habitants de la zona destaca el poble mimbres, que hi van viure entre el 300 AdC i el 1300 dC. Pobles posteriors que van habitar la regió van ser els chiricahua.